# Costus barbatus
Costus barbatus är en enhjärtbladig växtart som beskrevs av Karl Suessenguth. Costus barbatus ingår i släktet Costus och familjen Costaceae.
Artens utbredningsområde är Costa Rica. Inga underarter finns listade.